# イケナイ太陽
「イケナイ太陽」（イケナイたいよう）とは、日本のミクスチャーロックバンド、ORANGE RANGEの17枚目のシングルで、同シングルの表題曲である。2007年7月18日に発売された。発売元はgr8! records。

## 概要
表題曲は、2007年7月3日から9月18日までフジテレビ系の「火9」放送枠で放送されたドラマ『花ざかりの君たちへ〜イケメン♂パラダイス〜』のオープニングテーマに用いられた。
初回限定盤には、2007年3月に行われたファンクラブツアー「AID JAM」のZepp Tokyoでのライブから3曲のダイジェスト映像を収録したDVDが付属している。
2025年7月2日、ORANGE RANGE公式YoutubeチャンネルにてリメイクPV「イケナイ太陽（令和ver）」が公開された。令和verとなっているが、内容は平成世代が経験した青春ムービーとなっており、架空の学校真夏が丘小恋路蓮寺学園（まなつがおかおれんじれんじがくえん）を舞台に72個の平成パロディが盛り込んである。リメイクPVには学生カップル役にお笑い芸人のマユリカ、校長役にパークマンサー（ラストシーンの写真のみ）が出演している。
シングル発売から18年後となる2025年7月18日には、様々なアーティストが一発撮りのパフォーマンスを披露するYouTubeチャンネル『THE FIRST TAKE』にORANGE RANGEが出演。『イケナイ太陽』を歌唱した。

## 収録内容

### CD
- 作詞・作曲:ORANGE RANGE

1. イケナイ太陽 (4:01)
2. イケテナイ太陽 (6:12)

### 初回盤DVD
1. 男子ing session
2. Winter Winner
3. MIRACLE

## 楽曲解説
1. イケナイ太陽
  - バンドのオフィシャルサイト上では「レンジのレトロポップキラーチューン」と紹介されている[7]。
  - ドラム演奏は桜井正宏が担当。
  - オリコンでは2007年の「夏の思い出ソング」のランキング1位[13]、「カラオケで盛り上がる曲」男性・女性部門の総合1位[14]を獲得している。
2. イケテナイ太陽
  - メンバーの一人であるギター担当のNAOTOが、カラオケに行って女性スタッフと一緒に歌った「イケナイ太陽」を収録[15]。このカラオケには他のバンドメンバーも同席しており、歌唱以外にもメンバー同士の会話やタンバリン演奏などが収録されている。

## 収録アルバム
- 『ORANGE』
  - 2007年7月25日に発売された、自身1枚目のベスト・アルバム[16] 。「イケナイ太陽」のショート版「イケナイ太陽 〜Short Ver.〜」が収録。
- 『RANGE』
  - 2007年7月25日に発売された、自身2枚目のベスト・アルバム[17] 。「イケナイ太陽」のショート版「イケナイ太陽 〜Short Ver.〜」が収録。
- 『PANIC FANCY』
  - 2008年7月9日に発売された、自身5枚目のスタジオ・アルバム[18]。「イケナイ太陽」が収録。同アルバムの初回生産限定盤に付属のDVDには、同曲のミュージック・ビデオも収録[18]。
- 『ALL the SINGLES』
  - 2010年7月14日に発売された、自身4枚目のベスト・アルバム[19]。「イケナイ太陽」が収録。

## チャート記録
オリコンチャートにおいて、週間順位3位、2007年度年間順位42位、チャート登場回数23週をそれぞれ記録した。

## カバー
- 青木隆治
  - 「イケナイ太陽」をカバー。2013年12月18日に発売された自身のカバー・アルバム『VOICE 200X』に収録。
- FlowBack
  - 「イケナイ太陽」をカバー。2018年7月11日発売の自身のミニ・アルバム『SUMMER TRIP』に収録。
- VACHSS（葛葉、叶、加賀美ハヤト、剣持刀也、夢追翔、不破湊）
  - 「イケナイ太陽」をカバー。2023年4月18日、メンバーの一人である不破湊のYouTubeチャンネル「不破 湊 / Fuwa Minato【にじさんじ】」にて配信された彼の3Dお披露目配信「はじめまして！バーチャルホストの不破湊です！」内で歌唱され[20]、同年5月3日に同曲の歌唱部分のみが同チャンネルにアップロードされた[21]。
- ぱーてぃーちゃん
  - 「イケナイ太陽」を「ギガない太陽」と題した替え歌でカバー。2023年7月28日、KDDI・沖縄セルラーが同年6月23日から実施の「povo2.0の2023夏キャンペーン」の第2弾キャンペーンソングとしてサビ部分のみを歌唱[22][23]。
- ランズベリー・アーサー
  - 「イケナイ太陽」をカバー。2024年5月29日発売のオムニバス・アルバム『[Re:collection] HIT SONG cover series feat.voice actors 2 〜00's-10's EDITION〜』に収録[24][25]。